# خرخان
خرخان (به ارمنی: Խերխան) یک منطقهٔ مسکونی در جمهوری آرتساخ است که در استان مارتونی واقع شده‌است.